# Kaspars Vecvagars
Kaspars Vecvagars (Riga, 3 de agosto de 1993) é um basquetebolista profissional letão, atualmente joga no Žalgiris Kaunas.